# Ligne 139 (Infrabel)
La ligne 139 est une ligne de chemin de fer à reliant Louvain à Ottignies, en suivant globalement le cours de la Dyle à travers les « Ardennes brabançonnes ».
Composante de la compagnie privée du Grand Central belge, elle a été nationalisée en 1897.
Elle est intégrée au corridor Fret Sibelit. Au niveau du trafic passager, la desserte est constituée d'une relation omnibus, renforcée aux extrémités. Cette desserte est notamment fréquentée par une importante population scolaire qui fréquente les établissements de Louvain, (Basse-) Wavre et Louvain-la-Neuve.
Dédiée principalement au fret, la ligne est électrifiée en tension continue 3 kV, conformément au standard principal en vigueur sur le réseau belge. Elle est équipée de signalisation lumineuse pilotée par bloc automatique, avec possibilité de circuler à contrevoie. La particularité de celle-ci est de présenter des cantons beaucoup plus longs à contrevoie qu'à voie normale (la tendance générale étant d'avoir une symétrie à ce niveau).
La ligne fut le théâtre, à Pécrot, d'un des plus graves accidents ferroviaires du XXIe siècle en Belgique.

## Historique
- Le 18 juillet 1842, l'ingénieur Xavier Tarte demanda au Gouvernement l'attribution d'une concession pour la construction d'une ligne de chemin de fer privée, le Chemin de fer de Louvain à la Sambre dont la ligne devait relier Louvain à Wavre, Ottignies, Gembloux et Jemeppe-sur-Sambre en empruntant la vallée de la Dyle et celle de l’Orneau[1]. Cette demande de concession fait suite à un projet de canal proposé par le même ingénieur en 1829[1].
- Il était initialement prévu de réaliser un tunnel sous la colline du Mont-César et de contourner Louvain par le nord-est[1] en partant du vaartkom où se situe un port. Cet itinéraire fut abandonné avant la fin des travaux, il subsiste quelques vestiges de ce l'assiette de la voie ; le tunnel inachevé ayant été comblé[2].
- Le projet de 1842 ne fut pas réalisé en l'état, cependant, une ligne Louvain - Ottignies fut mise en chantier. Elle se prolongeait vers Charleroi via Villers-la-Ville.
- La ligne est inaugurée en 1855, d'abord entre Louvain et Wavre le 12 février, puis entre Wavre et Ottignies le 13 août par la Compagnie du chemin de fer de Charleroi à Louvain qui construisit les lignes 139 et 140. La gare d'Ottignies venait d'être inaugurée depuis un mois pour la desserte de la ligne du Luxembourg.
- Entre Wavre, Ottignies et Court-Saint-Étienne, la ligne était à double voie et exploitée en commun avec le Chemin de fer de la jonction de l'Est, qui fut intégré au réseau de la Société générale d'exploitation, laquelle sera nationalisée en 1870.
- Le Grand Central Belge est nationalisé en 1897, et la mesure prend effet en 1898. À cette date, la section de Wavre à Louvain est à simple voie[3]. L’État belge, qui avait mis la ligne vers Charleroi à double voie en 1902[4], mettra toute la ligne d'Ottignies à Louvain à double voie en 1903[5].
- La 14 janvier 1956, la SNCB inaugure l'électrification de la section Wavre - Ottignies, simultanément avec celle du tronçon Ottignies - Bruxelles.
- Un an plus tard, le 3 février 1957, le reste de la ligne est à son tour parcourable par du matériel électrique. L'idée à l'époque est déjà d'avoir une ceinture de contournement de Bruxelles par l'Ouest pour le trafic marchandise.
- En 1975, l'ouverture du parc Walibi est l'occasion d'un regain d'intérêt pour la gare de Bierges, qui y est reliée par une passerelle surplombant la voie rapide.
- le 27 mars 2001, un omnibus quitte la gare de Wavre vers Louvain sans respecter un feu rouge. Il entrera en collision frontale avec une rame venant en sens inverse à hauteur de Pécrot (Grez-Doiceau), faisant huit morts.
- En juillet 2021, la ligne est interrompue à cause des inondations entre Ottignies et Sint-Joris-Weert, dans le secteur de Wavre.

## Ouvrages d'art
La ligne ne comporte aucun ouvrage d'art remarquable.

## Utilisation
Une importante part du trafic est constituée par des trains de fret du corridor Sibelit, et dans une moindre mesure des trains de fret intérieur, comme la desserte entre le port d'Anvers et le terminal container d'Athus.
En trafic voyageur, la ligne est parcourue de bout en bout par un train omnibus qui relie Louvain à Ottignies. La desserte est renforcée entre Wavre et Ottignies par un second omnibus qui assure ensuite l'omnibus vers Namur (dans les années 1990, il s'agissait de la relation ligne 140 vers Charleroi). Au niveau horaire, la desserte du tronçon commun est donc quasiment cadencée à la demi-heure.
Une paire de trains P renforce la desserte omnibus de bout en bout en semaine. En 2006-2007, la SNCB - incitée par le monde politique au travers de son contrat de gestion - avait mis en œuvre la notion de « pointe élargie ». Durant ces périodes, une relation Bruxelles - Ottignies - Wavre renforçait l'omnibus. Elle fut abandonnée, faute d'avoir rencontré son public, lors de l'introduction du label CR (CityRail).
En été, le weekend, plusieurs trains labellisés ICT (InterCity Touristique) relient Ottignies à Wavre en début et fin de journée afin de transporter les nombreux visiteurs du parc Walibi. Ceux-ci sont éventuellement amorcés à Charleroi ou Bruxelles.
La Ligne S20 du RER bruxellois utilise cette voie sur toute sa longueur, s'interconnectant avec la ligne S2 et S9 à Louvain, et avec la ligne S8 et S81 à Ottignies.

## Projets futurs
La ligne est concernée par le projet de RER Bruxellois, bien qu'il ne soit initialement pas prévu que celui-ci la desserve de bout en bout. Côté Louvain, le raccordement est orienté de telle sorte qu'une desserte Bruxelles - Louvain - Heverlee (Arenberg) soit assez logique. Côté Sud, la desserte de Wavre est prévue, mais la configuration actuelle des voies nécessite un changement de front à Ottignies. Divers projets couteux ont été évoqués (courbe de raccordement entre Profondsart et Limal, prolongement de la ligne 161D entre Louvain-la-Neuve et Wavre...) mais la solution qui a les faveurs d'Infrabel depuis 2008 serait la mise en œuvre d'une relation navette Wavre - Ottignies - Villers-la-Ville (sur la ligne 140) permettant une correspondance optimisée avec les trains InterCity à Ottignies.